# ユー・メイク・マイ・ドリームス
「ユー・メイク・マイ・ドリームス」（You Make My Dreams）は、アメリカ合衆国のデュオのホール&オーツが1980年に発表した楽曲。アルバム『モダン・ヴォイス』から1981年にシングルカットされ、Billboard Hot 100で5位となった。

## 概要
ダリル・ホール、ジョン・オーツ、サラ・アレンの3人によって書かれた。オーツはこう回想している。「幸運な出来事というよりほかはない。俺は友人のギター弾きと楽屋でジャムをやっていた。俺はデルタ・ブルースを弾き始め、奴はテキサス・スウィングをやり始めた。俺らはそれをひとつにまとめたんだが、だしぬけに頭の中に『You make my dreams』という言葉が入り込んだ。すぐに歌い始めたよ。なぜだかわからないけど、とにかくやってみた。かっこいい曲に仕上がったと思ったし、みんなも気に入ってくれた。ことの始まりはそんな単純なものだった」
2021年6月、BBCが、シングル発売40周年を記念して、ホールとオーツに対しインタビューを行った。ホールの証言によれば、きっかけや経緯はオーツの記憶といくらか異なっている。インタビューの内容は以下のとおり。
1980年7月発売のアルバム『モダン・ヴォイス』に収録され、1981年4月にシングルカットされた。
楽曲は『ウェディング・シンガー』（1998年）、『新 Mr.ダマー ハリーとロイド、コンビ結成!』（2003年）、『俺たちステップ・ブラザース -義兄弟-』（2008年）、『(500)日のサマー』（2009年）、『イーグル・ジャンプ』（2016年）、『レディ・プレイヤー1』（2018年）といった映画作品やイーハーモニー、アップルビーズ、ディックス・スポーティング・グッズのコマーシャルで使用された。
ニールセン・サウンドスキャンによると2008年から2009年のあいだに15万4000のデジタルセールスを記録している。

## パーソネル
- ダリル・ホール – リードボーカル、バッキングボーカル、エレクトリックピアノ
- ジョン・オーツ – エレクトリック・ギター、バッキングボーカル
- ジョン・シエグラー – ベース、バッキングボーカル
- ジェリー・マロッタ – ドラム

## カバー・バージョン
- メイレイ - 2007年のアルバム『デヴィルズ&エンジェルズ（英語版）』に収録。
- 王若琳 - 2010年のライブビデオ『The Adult Storybook - Live Concert』に収録。
- ザ・モーグリズ - 2014年のシングル「In a Big Country - You Make My Dreams Come True」に収録。
- レイク・ストリート・ダイヴ - 2021年10月にハロウィーンを祝してインターネットで動画配信[8]。

## チャート
| チャート (1981)                          | 最高 順位 |
| ---------------------------------------- | --------- |
| オーストラリア (Kent Music Report)       | 40        |
| カナダ Top Singles                       | 17        |
| US Billboard Hot 100                     | 5         |
| US Mainstream Rock (Billboard)           | 35        |
| US Cash Box Top 100                      | 7         |
| US Radio & Records CHR/Pop Airplay Chart | 4         |

| チャート (1981)      | 順位 |
| -------------------- | ---- |
| US Billboard Hot 100 | 43   |
| US Cash Box          | 54   |